# Aston Martin DBR5
Der Aston Martin DBR5 (auch bekannt als DBR5/250) ist ein Formel-1-Rennwagen des Autoherstellers Aston Martin, der damals zum Technologieunternehmen David Brown Corporation gehörte.

## Geschichte
Nach den Misserfolgen des DBR4 in der Automobil-Weltmeisterschaft 1959 wurde ein neues, kleineres und schnelleres Fahrzeug, der DBR5, gebaut. Nachdem auch dieser aufgrund seiner überholten Frontmotorkonstruktion in der von Mittelmotorwagen dominierten Automobil-Weltmeisterschaft 1960 versagt hatte, zog sich Aston Martin aus der Formel 1 zurück.

## Technik
Der DBR5 wurde von Ted Cutting entworfen. Er hat eine Fünfgangschaltung und Frontmotor. Die Reifen des Wagens wurden von der Firma Dunlop geliefert, der Wagen selbst wog dank seines Stahlrahmens 575 kg. Die Fahrer im Jahr 1960 waren Roy Salvadori und Maurice Trintignant.